# Gesellschaft für Naturwissenschaftliche Archäologie Archaeometrie
Die Gesellschaft für Naturwissenschaftliche Archäologie Archaeometrie e.V. (GNAA) (Eigenschreibweise: Gesellschaft für Naturwissenschaftliche Archäologie ARCHAEOMETRIE e.V.) ist eine deutsche wissenschaftliche Fachgesellschaft. Die GNAA vertritt die Archäometrie, einen transdisziplinären Wissenschaftsbereich in der Schnittstelle zwischen Natur- und Geisteswissenschaften.

## Geschichte
Die GNAA wurde am 28. Mai 1999 im Rahmen des 3. Deutschen Archäologenkongresses in Heidelberg gegründet. Während der Gründungsveranstaltung wurden die Satzung der Gesellschaft verabschiedet und ein Vorstand gewählt. Die GNAA hat ca. 130 Mitglieder (Stand: 2024). Der Vorstand der gemeinnützigen Gesellschaft setzt sich aus erstem Vorsitzenden, zwei stellvertretenden Vorsitzenden, Schatzmeister und Schriftführer zusammen. Vorsitzende ist zurzeit die Mineralogin Sabine Klein (2018–2025).

## Struktur
Die GNAA ist eng verbunden mit dem Arbeitskreis Archäometrie und Denkmalpflege der Deutschen Mineralogischen Gesellschaft DMG und dem Arbeitskreis Archäometrie der Gesellschaft Deutscher Chemiker GDCh. Die drei wissenschaftlichen Organisationen führen in einem zweijährigen Turnus jeweils im Frühjahr eine gemeinsame Tagung „Archäometrie und Denkmalpflege“  durch und geben einen Tagungsband heraus. Als kooptiertes Mitglied beim Deutschen Verband für Archäologie DVA, dem Dachverband archäologischer Studierendenvertretungen e.V. DASV, der Deutschen Gesellschaft für Zerstörungsfreie Prüfung DGZfP und dem West- und Süddeutschen Verband für Altertumsforschung e.V. entsendet sie jeweils einen Vertreter in deren Gremien. Die GNAA vertritt die Archäometrie beim Portal Kleine Fächer.
Die GNAA verleiht alle zwei Jahre einen Wissenschaftspreis zur Förderung der Forschung in der Archäometrie. Der Preis würdigt herausragende Leistungen in der naturwissenschaftlichen Archäologie und Archäometrie. Die Gesellschaft bietet ihren Mitgliedern zwei peer-reviewed und hybride Fachzeitschriften, „Archaeometry“ und „Archaeological and Anthropological Sciences“ im Rahmen ihres Mitgliedermodells an. Von 2006 bis 2013 hat die GNAA für ihre Mitglieder das Archäometrische Nachrichtenblatt herausgegeben.

## Tätigkeit
Die GNAA vertritt die vielfältigen archäometrischen Wissenschaftsbereiche, die transdisziplinär arbeiten. Sie verfolgt eine ganzheitliche Erfassung der Menschheitsentwicklung, in der die Wechselwirkung von explizitem und implizitem Wissen entscheidend für das Entstehen materieller und ideeller Kultur ist. Die beteiligten Fächer aus Geistes- und Naturwissenschaften arbeiten als Teams aus Fachleuten an gemeinsamen Themen und überwinden dabei die unterschiedlichen Fachlogiken und Kommunikationsmittel. Die GNAA ist ein Zusammenschluss von Forschenden, Studierenden und Lehrenden sowie von in der kulturellen Praxis Tätigen, welche ihr Expertenwissen zur Verfügung stellen. Die GNAA ist treibende Kraft in der Positionierung einer modernen und zukunftsfähigen Naturwissenschaftlichen Archäologie in einer digitalen Wissenschafts- und Förderlandschaft. Ihre Mitglieder sind sichtbare Ansprechpartner einer vernetzten und globalen Research Community.
Als wissenschaftliche Fachgesellschaft vertreten die GNAA und ihre Mitglieder die Archäometrie in Forschung und Lehre und setzen sich aktiv für die Förderung der Archäometrie in der Wissenschafts- und Förderlandschaft ein. Sie ist die Schnittstelle für den fächerübergreifenden Dialog zwischen naturwissenschaftlichen und kulturhistorischen Fächern, macht die Expertisen ihrer Mitglieder in naturwissenschaftlicher Methodik sichtbar und vermittelt bei der Lösung archäologischer, kunstgeschichtlicher, konservatorischer und denkmalpflegerischer Fragestellungen. Ebenso setzt sie sich für die Stärkung der Sichtbarkeit von Frauen in der Archäometrie ein und ist Ansprechpartner für Institutionen der Forschungsförderung, Verlage, andere Fachgesellschaften, ausländische Partner und bei Fragen der akademischen Lehre.

## Vorsitzende
- 1999 – 2003: Günther A. Wagner
- 2003 – 2011: Ernst Pernicka
- 2011 – 2014: Andreas Hauptmann
- 2014 – 2018: Ernst Pernicka
- 2018 – 2025: Sabine Klein

## Ehrenmitglieder
Seit 2022 ist Günther A. Wagner aus Heidelberg Ehrenmitglied.